# Bắc Giang (Provinz)
Bắc Giang ist eine Provinz (tỉnh) von Vietnam. Sie liegt in der Nordostregion des Landes. Die Provinzhauptstadt heißt ebenfalls Bắc Giang und befindet sich etwa 50 Kilometer östlich von Hanoi. Die heutige Provinz wurde im Jahre 1895 gegründet. Der Name stammt aus dem Sino-Vietnamesischen 北江  und bedeutet übersetzt „nördlich des Flusses“.
Die Provinz befindet sich nördlich des Deltas des Roten Flusses und wird begrenzt von den Provinzen Quảng Ninh im Osten, Lạng Sơn im Norden sowie Thái Nguyên und der Stadtbezirk Hanois Sóc Sơn im Westen; die südliche Grenze bilden Bắc Ninh und Hải Dương.

## Bezirke
Bắc Giang gliedert sich in zehn Bezirke:
- 9 Landkreise (huyện): Hiệp Hòa, Lạng Giang, Lục Nam, Lục Ngạn, Sơn Động, Tân Yên, Việt Yên, Yên Dũng und Yên Thế
- 1  Provinzstadt (Thành phố trực thuộc tỉnh): Bắc Giang (Hauptstadt)

Diese unterteilen sich erneut in 16 Kleinstädte (städtische Gemeinden), 207 ländliche Gemeinden und 7 Stadtviertel.